# Jean-Baptiste Schleich
Jean-Baptiste Schleich (* 1942 in Luxemburg) ist ein luxemburgischer Bauingenieur.
Schleich studierte Bauingenieurwesen an der Universität Lüttich mit dem Abschluss 1967. Von 1967 bis 1969 war er Assistent von R. Baus an der Universität Lüttich. Danach war er zwölf Jahre (1969 bis 1980) beim Stahlbauer Paul Wurth S.A. in Luxemburg.  Er lehrte ab 1992 an der Universität Lüttich, wo er 1998 Professor wurde. 2005 wurde er emeritiert. Schleich war auch 1984 bis 2002 Leiter der Forschungsabteilung beim Stahlbaukonzern Arbed in Luxemburg, bei dem er seit 1980 war. Er ist beratender Ingenieur für Feuersicherheit von Gebäuden.
2005 bis 2007 war er Gastprofessor an der RWTH Aachen über Feuersicherheit von Gebäuden.
Schleich gilt als führender europäischer Experte für Brandschutz-Bemessung besonders im Stahlbau.
Er wirkte wesentlich an den Eurocodes mit, besonders zu Stahlbau und Feuersicherheit. Schleich war dreimal Präsident der European Convention for Constructional Steelwork (ECCS).
2007 erhielt er den Charles-Massonnet-Preis. 1996 erhielt er die Auszeichnung des Deutschen Stahlbaus.

## Schriften
- Implementation of Eurocodes: Handbook 5: Design of Buildings for the Fire Situation, 2005